# Зорівська сільська рада
Зо́рівська сільська́ ра́да — адміністративно-територіальна одиниця та орган місцевого самоврядування в Золотоніському районі Черкаської області. Адміністративний центр — село Зорівка.

## Загальні відомості
- Населення ради: 1 152 особи (станом на 2001 рік)

## Населені пункти
Сільській раді були підпорядковані населені пункти:
- с. Зорівка
- с. Чернещина

## Склад ради
Рада складалася з 16 депутатів та голови.
- Голова ради: Гунько Юрій Федорович
- Секретар ради: Курятник Ганна Миколаївна

### Керівний склад попередніх скликань
| Прізвище, ім'я, по батькові | Основні відомості                                                         | Дата обрання | Дата звільнення |
| --------------------------- | ------------------------------------------------------------------------- | ------------ | --------------- |
| Гунько Юрій Федорович       | Сільський голова, 1970 року народження, освіта вища, член Народної партії | 26.03.2006   | 31.10.2010      |
| Гунько Юрій Федорович       | Сільський голова, 1970 року народження, освіта вища, член Народної партії | 31.10.2010   |                 |

Примітка: таблиця складена за даними сайту Верховної Ради України

### Депутати
За результатами місцевих виборів 2010 року депутатами ради стали:

#### За суб'єктами висування
| Суб'єкт висування            | Кількість обраних депутатів | %    |
| ---------------------------- | --------------------------- | ---- |
| Самовисування                | 14                          | 87,5 |
| Партія регіонів              | 1                           | 6,3  |
| Соціалістична партія України | 1                           | 6,3  |

#### За округами
| № округу                     | Прізвище, ім'я, по батькові      | Дата визнання обраним | Освіта             | Партійна приналежність             | Відомості про обраного депутата                    |
| ---------------------------- | -------------------------------- | --------------------- | ------------------ | ---------------------------------- | -------------------------------------------------- |
| Партія регіонів              |                                  |                       |                    |                                    |                                                    |
| 6                            | Кулик Любов Григорівна           | 04.11.2010            | вища               | член Партії регіонів               | СТОВ"Нив", касир                                   |
| Соціалістична партія України |                                  |                       |                    |                                    |                                                    |
| 11                           | Бульченко Анатолій Андрійович    | 04.11.2010            | середня            | член Соціалістичної партії України | пенсіонер                                          |
| Самовисування                |                                  |                       |                    |                                    |                                                    |
| 1                            | Богомол Юрій Петрович            | 04.11.2010            | вища               | позапартійний                      | приватний підприємець                              |
| 2                            | Дика Наталія Григорівна          | 04.11.2010            | вища               | позапартійна                       | Зорівськасільська рада, головнийБухга лтер         |
| 3                            | Максюра Ольга Іванівна           | 04.11.2010            | вища               | позапартійна                       | Зорівська загальноосвітня школа, вчитель географії |
| 4                            | Іванча Віра Павлівна             | 04.11.2010            | вища               | позапартійна                       | Зорівська загальноосвітня школа, вчительматематики |
| 5                            | Блишня Оксана Василівна          | 04.11.2010            | вища               | позапартійна                       | ДНЗ"Яблунька", вихователь                          |
| 7                            | Косенко Микола Григорович        | 04.11.2010            | середня спеціальна | позапартійний                      | СТОВ"Нива", технік ш/о                             |
| 8                            | Тетьора Надія Михайлівна         | 04.11.2010            | середня спеціальна | позапартійна                       | Зорівська сільська Рада, землевпорядник            |
| 9                            | Зоря Неоніла Анатоліївна         | 04.11.2010            | середня спеціальна | позапартійна                       | ФП С.Чернещина, фель дшер                          |
| 10                           | Згуровський Юрій Миколайович     | 04.11.2010            | середня спеціальна | позапартійний                      | СТОВ"Нива", інженер поремонту                      |
| 12                           | Литовченко Григорій Васильович   | 04.11.2010            | середня            | член Партії регіонів               | СТОВ «Нива», інженер МТФ                           |
| 13                           | Коваленко Володимир Анатолійович | 04.11.2010            | середня            | позапартійний                      | СТОВ"Нива", завідувачМТФ№                          |
| 14                           | Богма Іван Никифорович           | 04.11.2010            | вища               | член Народної партії               | пенсіонер                                          |
| 15                           | Глухова Ольга Іванівна           | 27.12.2010            | середня            | позапартійна                       | Зорівський відділ зв'язку, листоноша               |
| 16                           | Курятник Ганна Миколаївна        | 04.11.2010            | середня спеціальна | позапартійна                       | Зорівська сільська рада, секретар                  |

## Природно-заповідний фонд
На землях сільради розташовано орнітологічний заказник місцевого значення «Стави».